# (8570) 1996 TN10
A (8570) 1996 TN10 a Naprendszer kisbolygóövében található aszteroida. Ueda Szeidzsi és Kaneda Hirosi fedezte fel 1996. október 9-én.